# Варесъюган
Варесъюган (устар. Варес-Юган) — река в России, протекает по Октябрьскому району Ханты-Мансийского АО. Длина реки составляет 10 км.
Начинается в кедрово-еловом лесу, течёт в северном направлении через елово-берёзовый лес. Устье реки находится в 1 км по левому берегу реки Ай-Варесъюган.

## Данные водного реестра
По данным государственного водного реестра России относится к Нижнеобскому бассейновому округу, водохозяйственный участок реки — Обь от впадения Иртыша до впадения реки Северная Сосьва, речной подбассейн реки — бассейны притока Оби от Иртыша до впадения Северной Сосьвы. Речной бассейн реки — (Нижняя) Обь от впадения Иртыша.
Код объекта в государственном водном реестре — 15020100112115300019573.